# Jeff Blynn
Jeff Blynn (New York, 21 agosto 1954) è un attore ed ex modello statunitense naturalizzato italiano.

## Biografia
Jeff Blynn cominciò la sua carriera come fotomodello. Lavorò a New York con "Ford Models", a Parigi con "Paris Planing" e a Milano con "Riccardo Gay". Arrivò a Roma nel 1975 per lavorare come attore di fotoromanzi con la Lancio.
Il suo ruolo più importante lo ebbe probabilmente nel film Napoli... la camorra sfida e la città risponde (1979) di Alfonso Brescia, dove interpretò un commissario di polizia che si dovette arrendere alla voglia di giustizia privata di Mario Merola.
Blynn ha interpretato nuovamente un commissario nel violento Giallo a Venezia (1979) di Mario Landi, mentre in Pronto... Lucia (1982) di Ciro Ippolito è il ricco gioielliere Don Alfredo.
Nei primi anni novanta ha preso parte ad alcuni film di successo, come Cliffhanger - L'ultima sfida (1993) di Renny Harlin con protagonista Sylvester Stallone.

## Filmografia

### Cinema
- Un matrimonio immorale (Der zweite Frühling), regia di Ulli Lommel (1975)
- Giochi perversi di una signora bene, regia di Michael Verhoeven (1976)
- L'unica legge in cui credo, regia di Claudio Giorgi (1976)
- Napoli spara!, regia di Mario Caiano (1977)
- Giallo a Venezia, regia di Mario Landi (1979)
- I contrabbandieri di Santa Lucia, regia di Alfonso Brescia (1979)
- Napoli... la camorra sfida, la città risponde, regia di Alfonso Brescia (1979)
- Zappatore, regia di Alfonso Brescia (1980)
- Molto di più, regia di Mario Lenzi (1980)
- La donna giusta, regia di Paul Williams (1982)
- Pronto... Lucia, regia di Ciro Ippolito (1982)
- Miliardi, regia di Carlo Vanzina (1991)
- Blue tornado, regia di Antonio Bido (1991)
- Cliffhanger - L'ultima sfida (Cliffhanger), regia di Renny Harlin (1993)
- Amami, regia di Bruno Colella (1993)
- Chicken Park, regia di Jerry Calà (1994)

### Televisione
- Sam & Sally – serie TV, episodio 1x06 (1979)
- La nouvelle malle des Indes, regia di Christian-Jaque – miniserie TV (1981)
- Little White Lies, regia di Anson Williams – film TV (1989)